# Gramos
Gramos (in greco Γράμος?, in arumeno: Gramosta) è una ex comunità della Grecia nella periferia della Macedonia Occidentale di 28 abitanti secondo i dati del censimento 2001.
È stata soppressa a seguito della riforma amministrativa detta Programma Callicrate in vigore dal gennaio 2011 ed è ora compresa nel comune di Nestorio.